# Robert B. Stacy-Judd

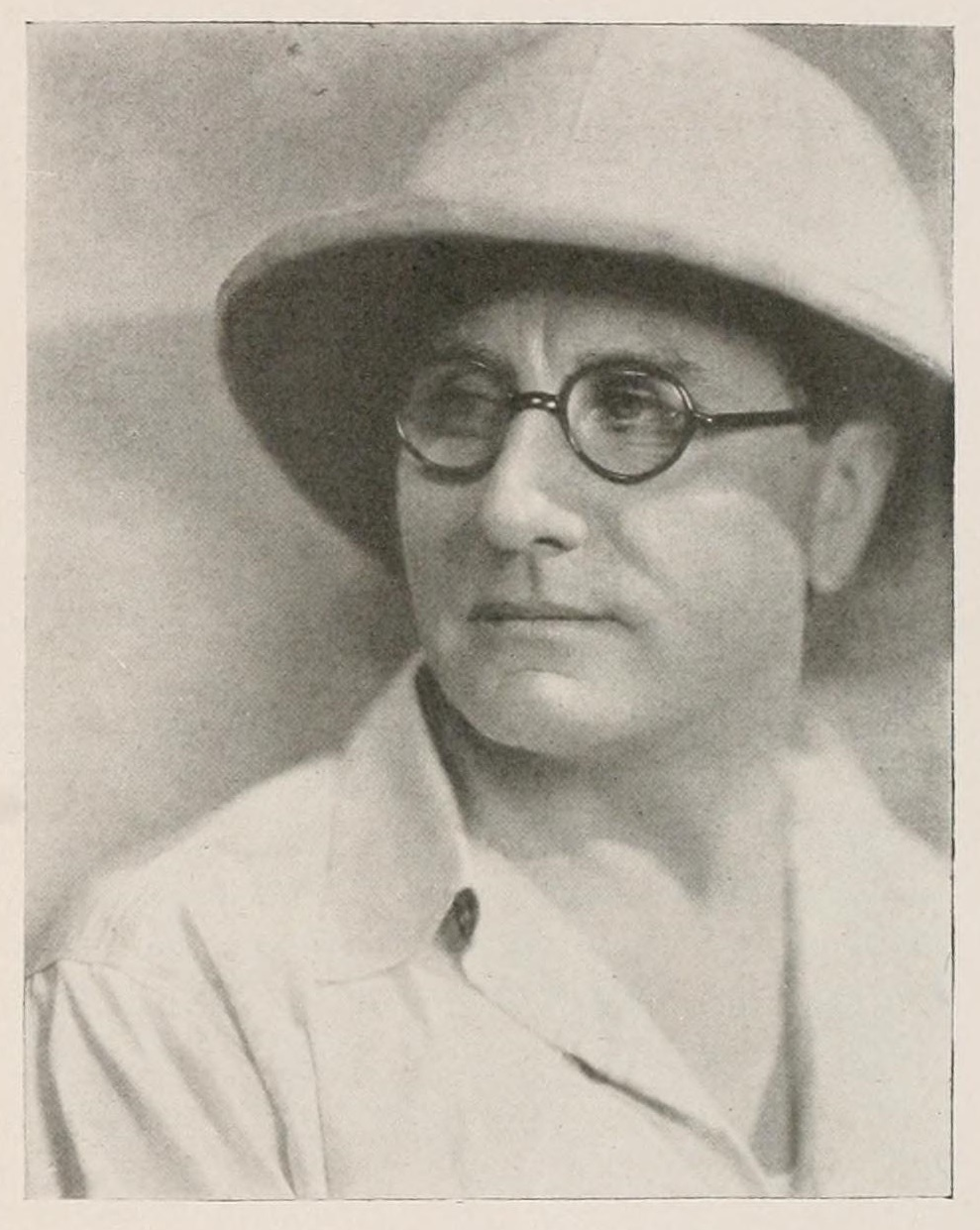
Robert B. Stacy-Judd

Robert Benjamin Stacy-Judd (* 21. Juni 1884 in Greater London; † 10. Februar 1975 in Canoga Park, Kalifornien) war ein aus Großbritannien stammender Architekt, der sich auch als Schriftsteller betätigte. Nach seiner Übersiedlung in die USA, wo er sich schließlich in Los Angeles niederließ, entwarf er Kirchen sowie Theater, Hotels und andere kommerzielle Gebäude im Stil der Maya-Revival-Architektur, zu deren Popularisierung in den 1920er und 1930er Jahren er maßgeblich beitrug. Stacy-Judds stilistische Synthese von Elementen der Maya-Architektur, Azteken-Architektur und des Art déco setzte bei der Entwicklung dieser Stilrichtung Maßstäbe.
Stacy-Judds Leidenschaft für die Kulturen des Alten Mesoamerika spiegelt sich auch in seiner schriftstellerischen Tätigkeit wider. So veröffentlichte er 1934, nachdem er 1930 eine erste Expedition nach Yucatán unternommen hatte, einen umfassenden Reisebericht, in dem er ausführlich sowohl auf die archäologischen Relikte der Alten Maya als auch auf deren moderne Nachkommen einging. Eine zentrale Rolle spielen die Maya, die er als Nachfahren der Bewohner des mythisch-legendären Atlantis betrachtete, auch in Stacy-Judds bekanntestem Buch, „Atlantis – Mother of Empires“, das 1939 erschien.

## DasAztec Hotel
Stacy-Judds wohl berühmtestes Gebäude im Maya Revival Design ist das 1924 erbaute Aztec Hotel in Monrovia, Südkalifornien. Neben der First Baptist Church of Ventura (in Ventura, Kalifornien) ist es eines der beiden dem Architekten sicher zuzuordnenden Bauwerke, welche in das US-amerikanische National Register of Historic Places aufgenommen wurden. Sowohl die Fassade als auch das Innere bis hin zum Mobiliar des an der ursprünglichen U.S. Route 66 gelegenen Bauwerks weisen seine typische Handschrift auf. Zur Namensgebung des Hotels bemerkte Stacy-Judd selbst: „Als das Hotelprojekt erstmals angekündigt wurde, war das Wort 'Maya' dem Laien unbekannt. Das Thema der Maya-Kultur war nur von archäologischer Bedeutung [...] Da das Wort 'Azteke' [dagegen] ziemlich bekannt war, taufte ich das Hotel auf diesen Namen, obwohl alle dekorativen Notive zu den Maya gehören.“

## Bauten

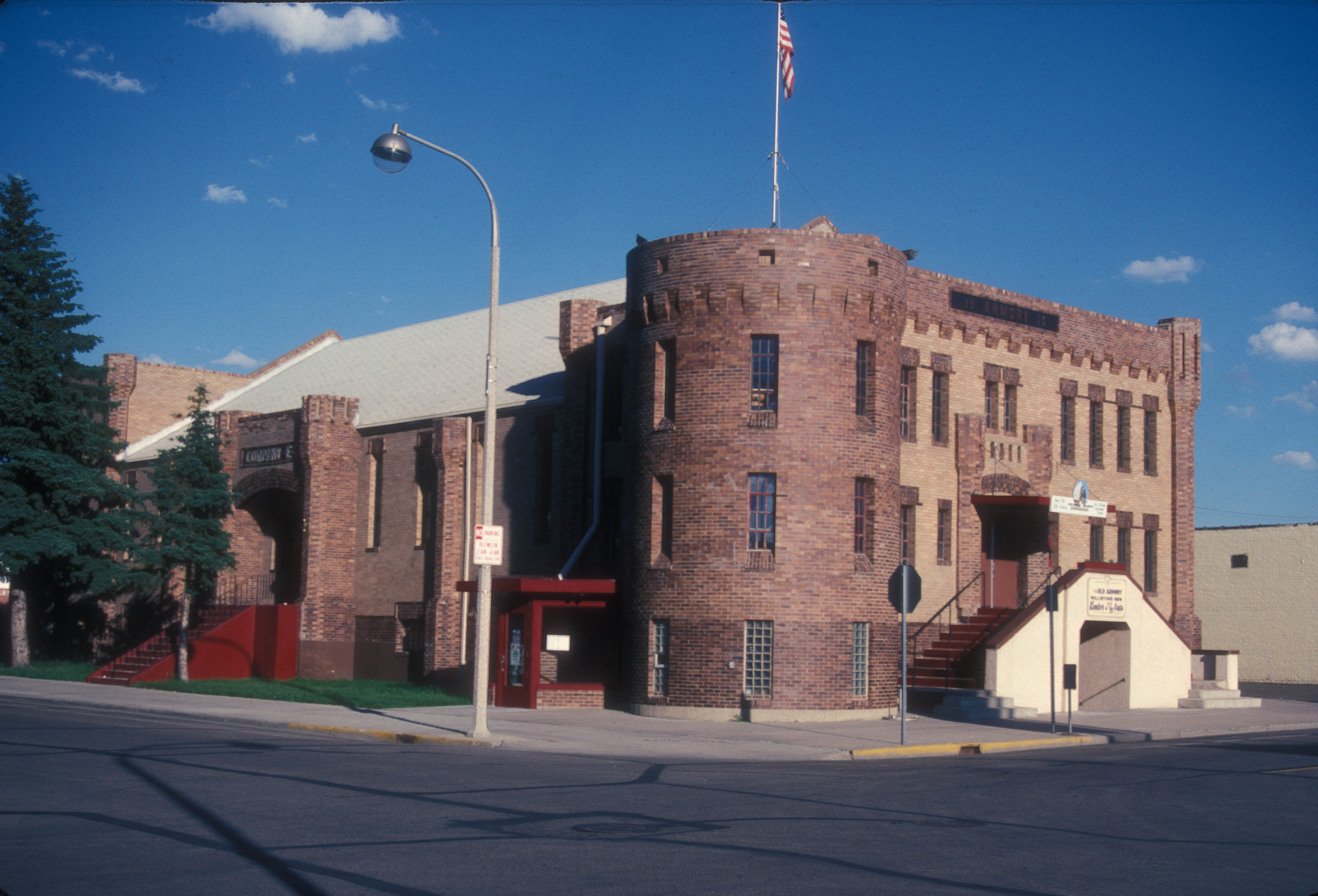
Old Armory (1915)

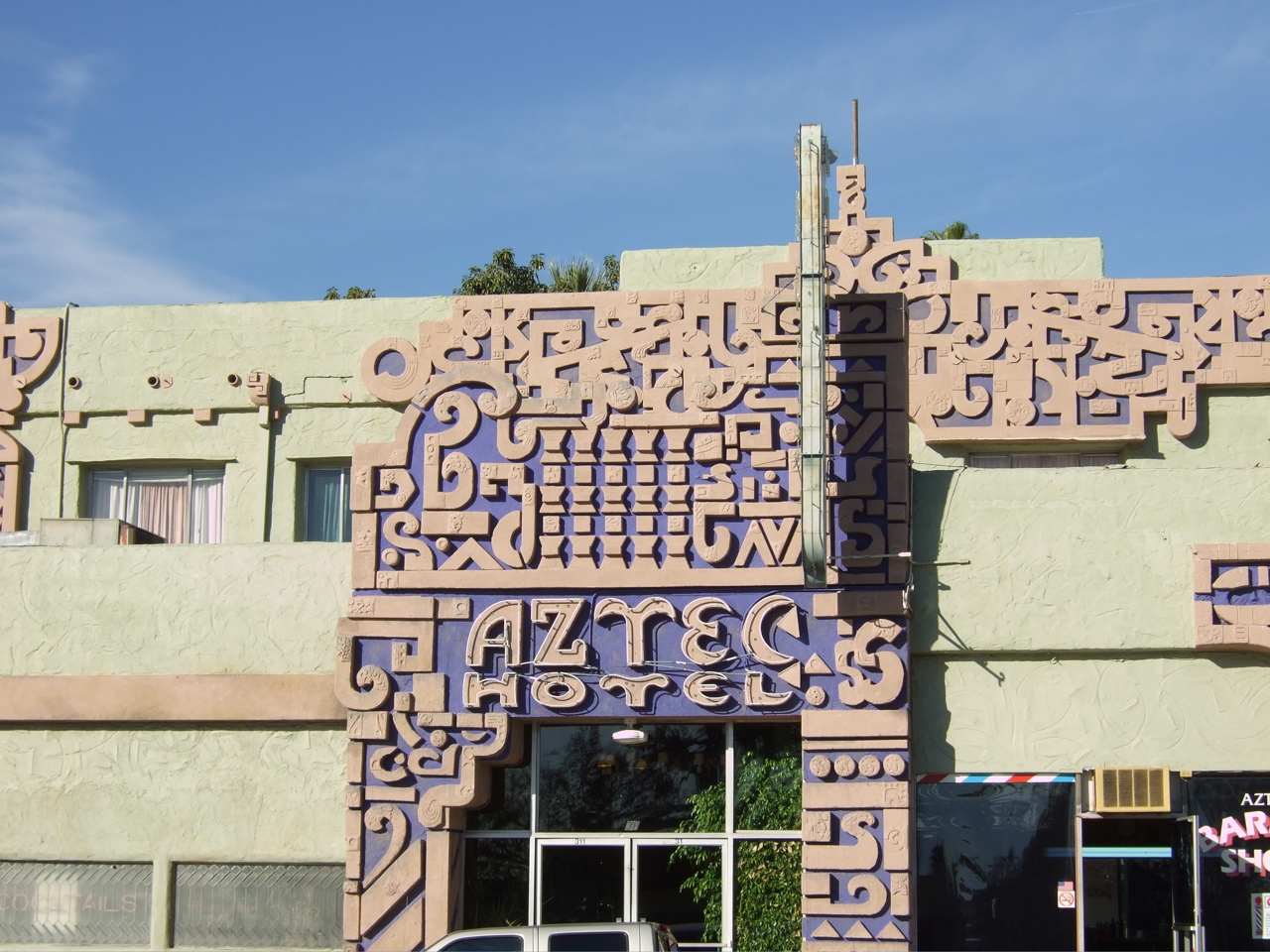
Aztec Hotel (1925–1926)

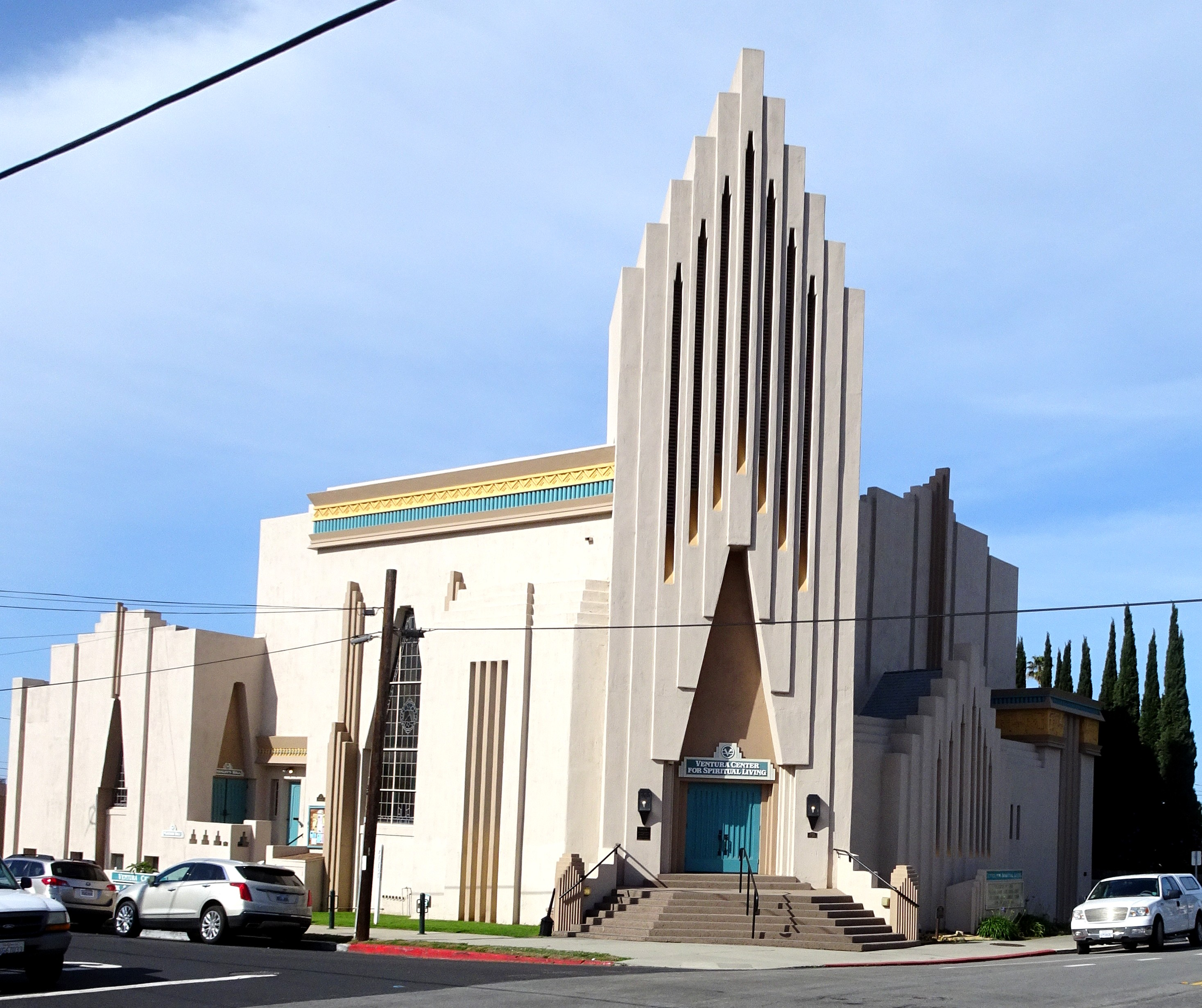
First Baptist Church of Ventura (1926)

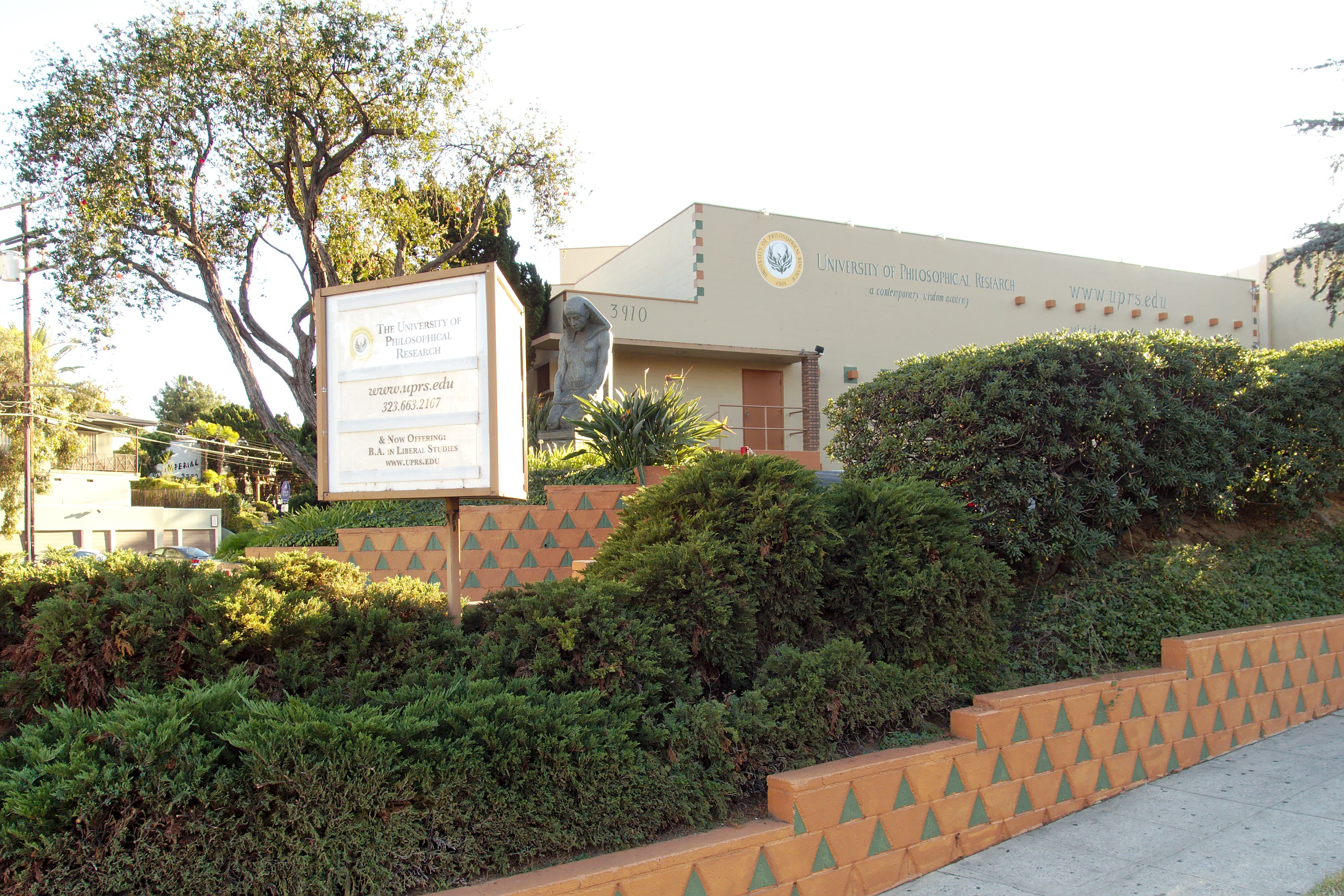
Philosophical Research Society (1934)

- 1915: Old Armory in Williston (North Dakota), 320 1st Ave.[9]
- 1917: Tor und Clubhaus für den Twin Lakes Park in Chatsworth (Kalifornien) (abgerissen)[9]
- 1922: Empire Theatre in Edmonton, Alberta, Canada[10]
- 1923: Hansen House Santa Monica[9]
- 1924: Krotona Institute of Theosophy in Ojai[10][9]
- 1925: Soboba Hot Springs Indian Village Hotel in San Jacinto[10]
- 1925: Wohnhäuser für Merrick & Ruddick im San Fernando Valley, Ventura Blvd.[9]
- 1925–1926: Aztec Hotel in Monrovia (Kalifornien), 311 W. Foothill Blvd.[10]
- 1926–1927: La Jolla Beach and Yacht Club in La Jolla[10]
- 1926: Sisson House in Los Angeles[10]
- 1926: First Baptist Church in Ventura (Kalifornien), 101 S. Laurel St.
- 1927: Carey House in Hollywood[10]
- 1928: Atwater Bungalows in Echo Park (Los Angeles), 1431–1433 Avon Park Terrace[10][11]
- 1929–1932: Monroe House in Lake Sherwood[9]
- 1934: Philosophical Research Society in Los Angeles, 3910 Los Feliz Blvd.
- 1948–1949: Morris Plan Bank in Long Beach[9]
- 1952: Masonic Building, Lodge, in North Hollywood, Los Angeles[10]

## Stacy-Judd und Atlantis
In seinem monumentalen, 346 Seiten umfassenden Werk mit dem durchaus irreführenden Titel „Atlantis – Mother of Empires“ vertrat Stacy-Judd – analog zu Platon – ein zyklisches Bild der Menschheits- und Zivilisationsgeschichte. Schon lange vor den bekannten Hochkulturen der holozänen Periode habe es entwickelte Menschheitskulturen gegeben, wobei er Atlantis dem unserer Kultur direkt vorausgegangenen Entwicklungszyklus zuordnete. Dabei war er neben Lewis Spence einer der ersten Atlantis-Autoren, welche die putative Kultur der Atlanter im Rahmen einer umfassenden Argumentation mit den spätpaläolithischen Menschen von Cro-Magnon in direkte Verbindung brachten. Wie Spence vertrat auch Stacy-Judd die inzwischen aus geologischer Sicht obsolete Vorstellung von Atlantis als großer zentralatlantischer Landmasse, die im Verlauf vieler Jahrtausende infolge wiederholter kataklysmischer Ereignisse immer weiter zerfallen und schließlich fast gänzlich versunken sei. Die drei Hauptkatastrophen innerhalb dieses Prozesses datierte Stacy-Judd auf ca. 23.000 v. Chr., etwa 14.000 v. Chr. sowie um 9600 v. Chr.
Neben diesem katastrophistischen Tenor ist auch eine diffusionistische Grundhaltung kennzeichnend für Stacy-Judds in der Tradition Ignatius Donnellys stehende Atlantisforschung. So verwarf er im Ergebnis seiner vergleichenden Kulturbetrachtungen alter Völkerschaften westlich und östlich des Atlantik (mit Schwerpunkten wie Mesoamerika, Südamerika und Iberien) weitgehend die Möglichkeit unabhängiger Parallelentwicklungen. Interessant erscheinen hierbei Stacy-Judds auf seinen beruflichen Kernkompetenzen basierenden architekturgeschichtlichen Betrachtungen. Vielmehr setzte er – wie zuvor schon Donnelly und später z. B. Otto Muck – eine von Atlantis ausstrahlende Diffusion kultureller Elemente sowohl in die Alte als auch in die 'Neue Welt' voraus.
Bemerkenswert erscheint schließlich die Tatsache, dass Stacy-Judd 1939, während einer Periode des ungebrochenen Rassismus in den USA, deutlich gegen die Behauptung angeblich höherer Kulturfähigkeit oder kultureller Überlegenheit 'weißer' Menschen Position bezog, James Churchwards tendenziell rassistisches Urkultur-Szenario (vergl. dazu auch: Mu) als „unwissenschaftlich“ kritisierte und die Vermutung äußerte, die Kulturträger eines noch älteren, präatlantischen Zivilisationszyklus seien wahrscheinlich „negrid“ gewesen.

## Schriften
- Robert B. Stacy-Judd, The Truth about the Mayas, 1932, Manuskript (Schreibmaschine, mit handschriftlichen Korrekturen), Robert B. Stacy-Judd Archives, Architecture and Design Collection, University Art Museum, University of California at Santa Barbara
- Robert B. Stacy-Judd, The Ancient Mayas, Adventures In the Jungles of Yucatan, Los Angeles (Haskell-Travers Inc.), 1934
- Robert B. Stacy-Judd, The Reason Why the Ancient Mayas in Yucatan Resorted to Substitutes Building Materials Etc., and the Origin of the So-Called Maya Arch. Deductions and Conclusions., 1934, Manuskript (Schreibmaschine, mit handschriftlichen Korrekturen), Robert B. Stacy-Judd Archives, Architecture and Design Collection, University Art Museum, University of California at Santa Barbara
- Robert B. Stacy-Judd, Atlantis: Mother of Empires, Los Angeles (De Vorse & Co.), 1939; 1999 Neuauflage als Reprint des Originals bei Adventures Unlimited Press (Kempton, Illinois), ISBN 0-932813-69-0
- Robert B. Stacy-Judd, A Maya Manuscript, Los Angeles (Philosophical Research Society), 1940
- Robert B. Stacy-Judd, The Autobiography of an Architect, c. 1944, unveröffentl. Manuskript (Schreibmaschine), Robert B. Stacy-Judd Archives, Architecture and Design Collection, University Art Museum, University of California at Santa Barbara